# Красна Сторожка
Красна Сторожка (рос. Красная Сторожка)– присілок у Сергієво-Посадському районі Московської області Російської Федерації

## Розташування
Красна Сторожка входить до складу міського округу Пересвєт, воно розташовано на захід від міста Пересвєт, на березі річки Кунья. Найближчий населений пункт — Коврово.

## Населення
Станом на 2006 рік у присілку проживало 24 особи.